# In Absentia
In Absentia ist das siebte Studioalbum der britischen Progressive-Rock-Band Porcupine Tree. Es erschien im Jahr 2002 bei Lava Records und WEA Records.

## Entstehung und Veröffentlichung
Chris Maitland hatte nach Lightbulb Sun die Band verlassen und wurde 2002 durch Gavin Harrison ersetzt. Bei den Aufnahmen zu In Absentia in den USA und Großbritannien waren Aviv Geffen (Gesang), John Wesley (Gesang und Gitarre) und ein Orchester beteiligt. Tim Palmer mischte das Album ab, Andy VanDette masterte es.
In den USA wurde In Absentia bei Lava Records, im Rest der Welt bei WEA Records veröffentlicht. Im Jahr 2003 erschienen eine European Special Edition mit drei Bonus-Titeln, eine Doppel-LP und eine DVD-Audio mit zwei Surround-Fassungen des Albums.

## Titelliste und Stil
Die Stücke wurden von Steven Wilson geschrieben; das sechste in Zusammenarbeit mit Richard Barbieri, das elfte mit Colin Edwin.
1. Blackest Eyes – 4:24
2. Trains – 5:57
3. Lips of Ashes – 4:39
4. The Sound of Muzak – 4:59
5. Gravity Eyelids – 7:57
6. Wedding Nails – 6:33
7. Prodigal – 5:33
8. .3 – 5:26
9. The Creator Has a Mastertape – 5:21
10. Heartattack in a Lay by – 4:16
11. Strip the Soul – 7:22
12. Collapse the Light into Earth – 5:52

Bonus-Titel
1. Drown with Me – 5:23
2. Chloroform – 7:16
3. Strip the Soul (Video Edit) – 3:35

In Absentia ist ein melodisches Album, das weniger Britpop-Einflüsse als noch der Vorgänger Lightbulb Sun aufweist, dafür jedoch Elemente des Progressive Metal. Es finden sich in ruhigeren Passagen weiterhin Anklänge an Ambient oder den Artrock Pink Floyds.

## Rezeption
Das Album wurde von der Presse positiv aufgenommen. Uwe Schleifenbaum lobt im Musikexpress: „Porcupine Tree sind hoch melodisch ohne anbiedernd zu sein, und kunstfertig, ohne selbstverliebt zu wirken. Zudem beherrschen Wilson und seine Kollegen die hohe Kunst der Dynamik und Auflösung: Da folgen ungeraden Beats und unkonventionellen Melodien umso versöhnlichere Harmonien, da wird ganz unprätentiös mit Gegensätzen gespielt und Spannung erzeugt.“ Michael Rensen vom Rock Hard resümiert: „Dieses […] Wunderwerk MUSS jeder haben, der auch nur ansatzweise auf Bands wie Pink Floyd, Radiohead, Manic Street Preachers, Marillion, Dave Matthews Band oder Rush steht!“ Das Musikmagazin eclipsed wählte In Absentia auf den 14. Platz seiner Liste der 150 wichtigsten Prog-Alben.